# Karen Dalton
Karen Dalton, pseudonimo di Karen J. Cariker (Bonham, 19 luglio 1937 – New York, 19 marzo 1993), è stata una cantante, chitarrista e suonatrice di banjo statunitense. Legata alla scena del Greenwich Village dei primi anni sessanta, ebbe tra i suoi maggiori estimatori e collaboratori Fred Neil, Dino Valenti, gli Holy Modal Rounders e Bob Dylan. Nonostante non abbia avuto molto successo commerciale durante la sua vita, dopo la sua morte la sua musica è stata maggiormente riconosciuta. Diversi artisti tra cui Nick Cave, Devendra Banhart e Joanna Newsom hanno manifestato una sua influenza nella loro musica.

## Biografia
Karen J. Cariker nacque a Bonham, nel Texas, ma crebbe a Enid, nell'Oklahoma. Visse anche a Stillwater, in Oklahoma, e a Lawrence, in Kansas. Aveva origini Cherokee e Irlandesi. All'età di ventun anni e con due divorzi alle spalle, la Dalton se ne andò dall'Oklahoma per trasferirsi nel Greenwich village, un quartiere di New York. Porto con sé la sua chitarra a dodici corde, il suo banjo e almeno uno dei suoi due figli. 
La voce peculiare di Karen, assai poco spendibile in termini commerciali, è stata spesso associata a quella di Billie Holiday, di cui è considerata una sorta di risposta folk. Il suo lavoro propone una miscela di blues, folk, country e pop, per quanto il risultato abbia avuto sempre un carattere assolutamente sui generis. Oltre ad avere una inconfondibile voce, fu abile strumentista e nelle sue interpretazioni usò spesso la chitarra a dodici corde e il banjo.
Del 1969 è il primo album, It's So Hard to Tell Who's Going to Love You the Best, pubblicato dalla Capitol e riedito dalla Koch Records nel 1996. Il retroterra rustico e autenticamente folk della Dalton spicca con decisione e il magnetismo della sua voce è tale da condurre a braccetto tutti gli strumenti che l'accompagnano. Il suo secondo album, In My Own Time (1971), pubblicato inizialmente dall'etichetta Just Sunshine di Michael Lang (uno dei promotori del festival di Woodstock), fu registrato agli studi Bearsville e prodotto da Harvey Brooks (già bassista di Bob Dylan) e da Lang, con una nota scritta di Fred Neil. Le foto di copertina furono scattate da Elliot Landy, mentre tra gli ospiti del disco figurano Richard Manuel, allora pianista della Band, Amos Garrett e Bill Keith alla steel guitar.
Si dice che la canzone Katie's Been Gone, dall'album The Basement Tapes di Bob Dylan e the Band, sia stata scritta per lei.
La sua vita fu da sempre minata da un vorace consumo di droghe e alcool, finché non morì, a 55 anni, nel 1993.
Entrambi gli album della Dalton furono ripubblicati nel novembre del 2006: il primo album, riedito, a cura dell'etichetta francese Megaphone-Music, include un DVD bonus con alcune rare esibizioni dell'artista. In My Own Time è stato nuovamente pubblicato in CD e LP il 7 novembre del 2006 dalla Light In The Attic Records.

## Discografia
- 1969 – It's So Hard to Tell Who's Going to Love You the Best (Capitol Records)
- 1971 – In My Own Time (Paramount Records)

### Pubblicazioni postume
- 2007 – Cotton Eyed Joe (live del 1962) (Megaphone Music)
- 2008 – Green Rocky Road (incisioni degli anni sessanta, con Richard Tucker alla chitarra e Joe Loop alla batteria)
- 2012 – 1966 (con materiale inedito)